# Luften är fri!
Luften är fri! är den svenske rapparen CK:s debutalbum, släppt den 14 mars 2005 via skivbolaget Pay Per Bag. CK slog igenom med "På rosa moln", som lanserades 2001, och under Swedish Hip-Hop Awards 2002 framförde CK "Dixie". Den 4 maj 2006 släpptes en specialutgåva av Luften är fri! via skivbolaget Hug Life.

## Låtlista
All sångtext är skriven av Christopher Kinnunen, om inte annat anges. 
| Nr           | Titel                      | Längd |
| ------------ | -------------------------- | ----- |
| 1.           | Kärleken                   | 4:33  |
| 2.           | Marschen kommer att fortgå | 4:06  |
| 3.           | Dixie                      | 3:46  |
| 4.           | Finaste                    | 3:21  |
| 5.           | Tillägnad dig              | 2:19  |
| 6.           | Mångalen                   | 3:05  |
| 7.           | På rosa moln               | 3:23  |
| 8.           | Kommer inte tillbaka       | 4:27  |
| 9.           | Fånga dagen                | 4:29  |
| Total längd: | Total längd:               | 33:33 |

| 1.           | Finaste (singelversionen)           | 3:21  |
| 2.           | Tillägnad dig (singelversionen)     | 2:37  |
| 3.           | Kärleken (singelversionen)          | 4:15  |
| 4.           | Hyreshusklossar (Malin Amour Remix) | 3:02  |
| 5.           | DVH (DansVänliga Hälsningar)        | 3:02  |
| 6.           | Tillägnad dig (Johnik Remix)        | 3:00  |
| 7.           | Dixie (Skez Club Remix)             | 4:06  |
| Total längd: | Total längd:                        | 23:23 |